# Oocystis
Oocystis ist eine Algen-Gattung aus der Klasse der Trebouxiophyceae.

## Beschreibung
Oocystis bildet zitronenförmige bis elliptische, unbegeißelte Zellen (Länge: 3–65 µm) mit einem Zellkern und einem oder mehreren wandständigen Chloroplasten mit Pyrenoid. Die Zellen leben einzeln oder in Gruppen von zwei, vier oder acht Zellen in der blasig geschwollenen Mutterzellwand. Sie sind zum Teil zu übergeordneten Verbänden zusammengefasst. Die Zellwand ist glatt, gelegentlich hat sie polare Verdickungen.

## Fortpflanzung
Die ungeschlechtliche Vermehrung erfolgt durch die Bildung von zwei, vier oder acht (selten mehr) Autosporen.
Geschlechtliche Fortpflanzung ist nicht bekannt.

## Arten (Auswahl)
- Oocystis lacrusta
- Oocystis marssonii
- Oocystis parva
- Oocystis pussila
- Oocystis ruprestis
- Oocystis solitaria

## Verbreitung
Die Gattung lebt im Plankton und Benthos von Seen, Teichen und Bergseen, sowie in Mooren und im Erdboden.